# Hedwig Kohn

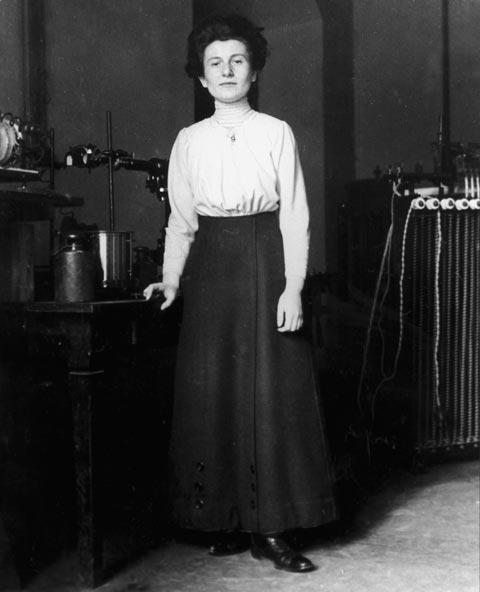

Hedwig Kohn (Breslavia, 5 aprile 1887 – Durham, 26 novembre 1964) è stata una fisica tedesca; insieme a Hertha Sponer, è stata una delle due sole donne ad aver conseguito un dottorato di ricerca in fisica in Germania prima della seconda guerra mondiale. Come la Sponer, dovette fuggire dalla Germania durante il governo nazista trasferendosi negli Stati Uniti, dove divenne docente di fisica.

## Biografia
Hedwig proveniva da una famiglia tedesca ebraica benestante. Era la figlia di Helene Hancke e Georg Kohn, commerciante tessile a Breslavia.
Nel 1906 iniziò a studiare alla Università di Breslavia, dapprima come studentessa ospite, poiché in quel periodo non era ancora possibile un'immatricolazione ufficiale per le donne.
Nel 1913 scrisse una tesi di dottorato dal titolo Sulla natura dell'emissione di vapori metallici che brillano nelle fiamme. Nel 1914 divenne assistente all'Istituto di Fisica dell'Università di Breslavia, dove assunse diversi incarichi quando, all'inizio della prima guerra mondiale, la maggior parte dei suoi colleghi maschi furono arruolati nell'esercito. Con Otto Lummer lavorò a una nuova edizione del Müller-Pouillet Lehrbuch Der Physik Und Meteorologie. I suoi ampi contributi a questo progetto furono riconosciuti con un'abilitazione all'insegnamento accademico nel 1930.
Nel 1933 tutti gli scienziati ebrei dell'università furono licenziati a causa delle leggi razziali naziste. Il direttore dell'Istituto di Fisica, Clemens Schaefer, cercò di impedire il licenziamento di Hedwig Kohn il 22 giugno 1933 con una lettera alla direzione dell'università, ma senza successo.
Kohn emigrò dunque in Svizzera, dove lavorò presso l'Osservatorio per lo studio del clima di Arosa, famoso per il rilevamento dell'ozono, e come consulente industriale. Nel 1938 il Women's College dell'Università del North Carolina, il Sweetbriar College in Virginia e il Wellesley College le assicurarono per un anno ciascuno una posizione di insegnamento. Questo le permise di entrare negli Stati Uniti. Divenne assistente professoressa al Wellesley College nel 1945 e professoressa ordinaria tre anni dopo.
Nel 1952 si recò alla Durham University nel North Carolina, dove lavorava anche Hertha Sponer. Quando Hedwig Kohn andò in pensione, all'età di 65 anni, Sponer le permise di partecipare a un progetto di ricerca alla Duke University, dove continuò a fare ricerca e insegnare per altri 12 anni.